# Maclellanara
× Maclellanara viết tắt là Mclna. là một chi lan lai giữa các chi Brassia, Odontoglossum and Oncidium (Brs. x Odm. x Onc.).

## Hình ảnh

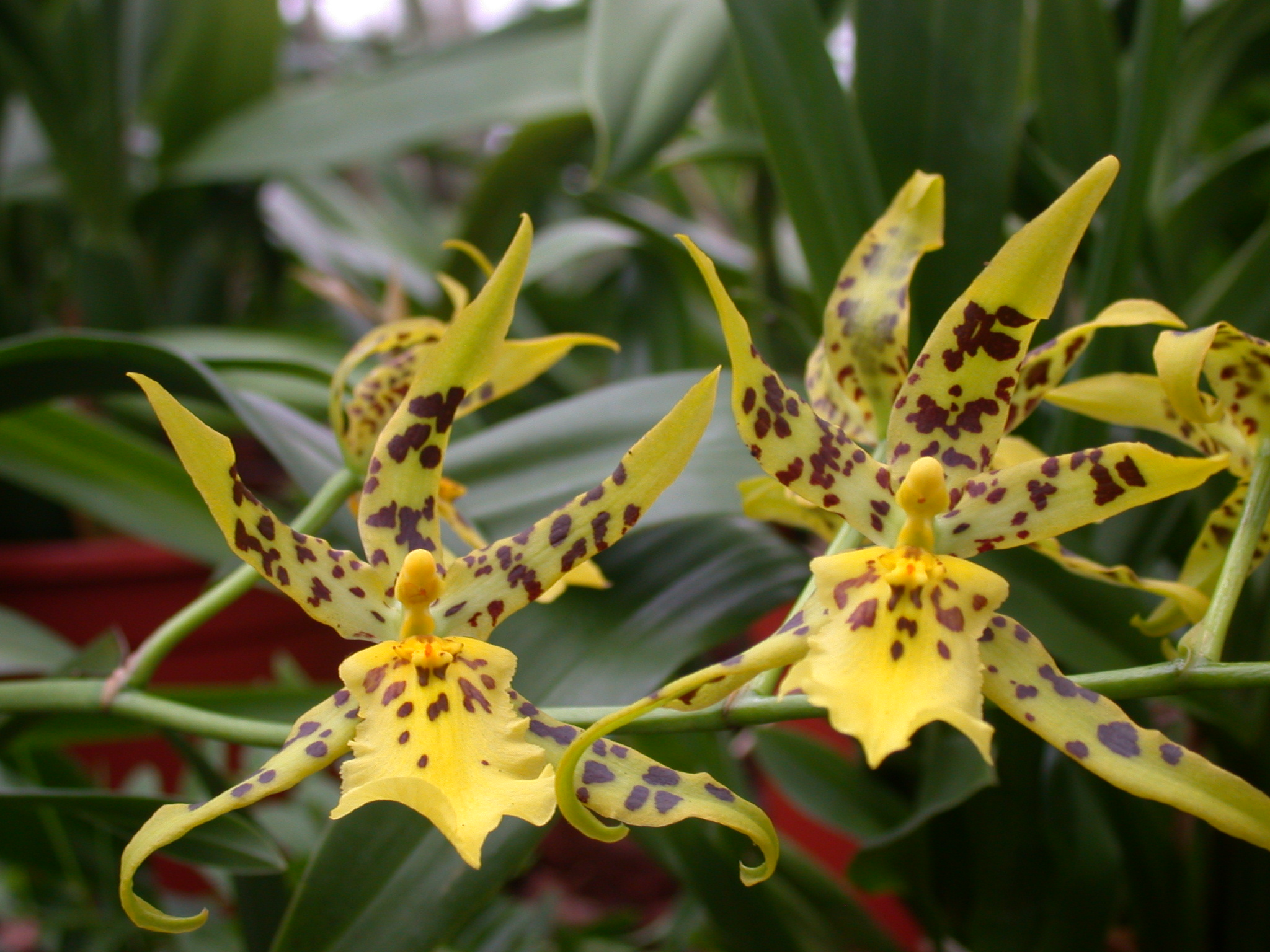
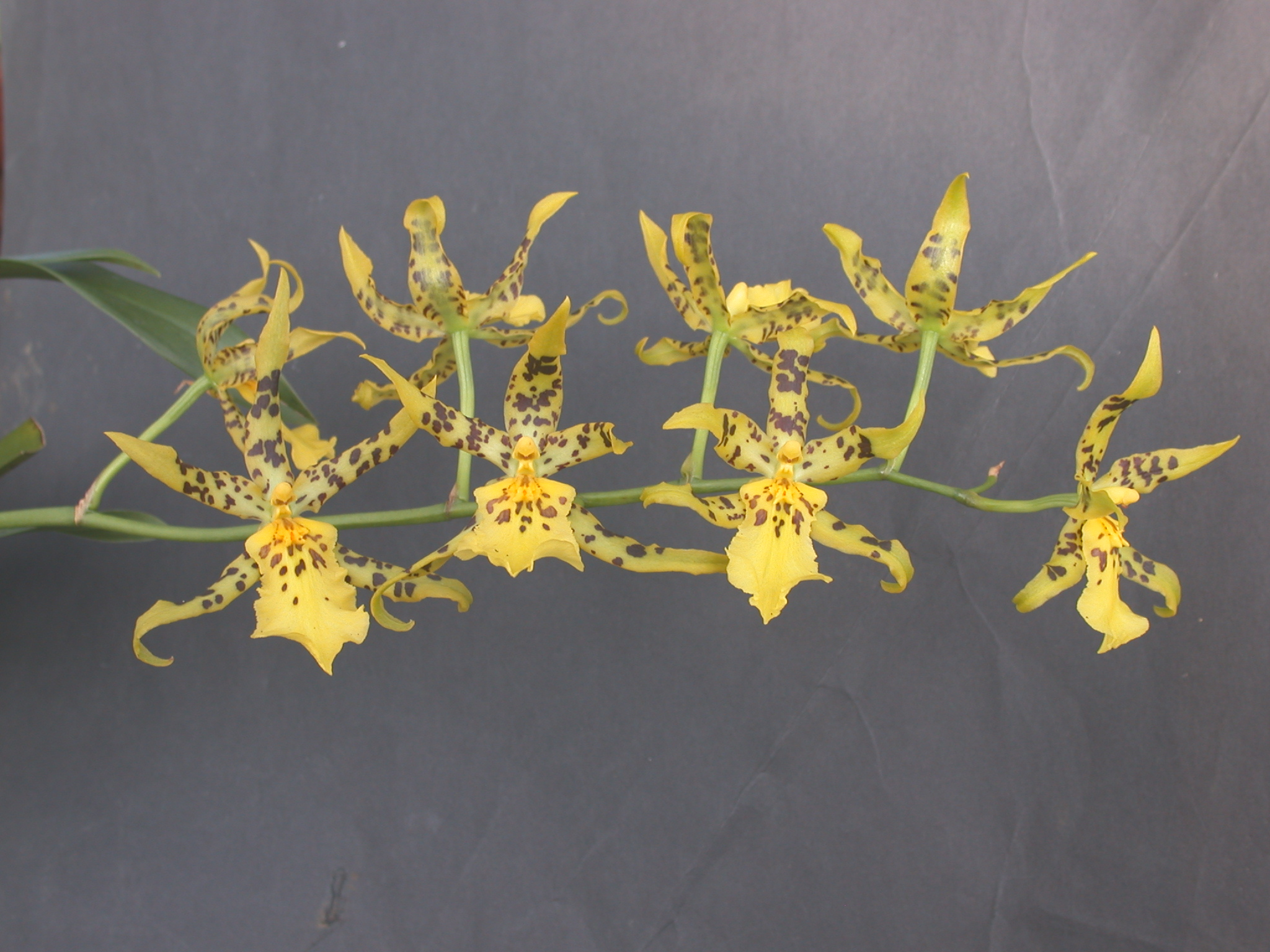